# Sarah Trigger
Sarah Louise Trigger (Londres, 12 de junho de 1968) é uma ex-atriz britânica, nascida na Inglaterra. Suas aparições em filmes incluem Bill & Ted's Bogus Journey, Pet Sematary II, Deadfall e Things to Do in Denver When You're Dead.

## Biografia
Trigger começou sua carreira no início da década de 1990, participando principalmente de produções cinematográficas e televisivas americanas. Seus créditos cinematográficos incluem filmes como Bill & Ted's Bogus Journey, Deadfall, Things to Do in Denver When You're Dead, Pet Sematary II, El Diablo e Grand Canyon. Na televisão, ela fez aparições em séries como Monsters, 21 Jump Street, Chicago Hope e Turks.
Ela foi casada com o ator americano Jon Cryer de 1999 a 2004. O casal teve um filho, Charlie Austin.

## Filmografia

### Cinema
| Ano  | Título                                  | Papel             |
| ---- | --------------------------------------- | ----------------- |
| 1990 | Kid                                     | Kate              |
| 1991 | Bill & Ted's Bogus Journey              | Joanna            |
| 1991 | Paradise                                | Darlene Pike      |
| 1991 | Grand Canyon                            | Vanessa           |
| 1992 | Pet Sematary II                         | Marjorie Hargrove |
| 1993 | Deadfall                                | Diane             |
| 1994 | PCU                                     | Samantha          |
| 1994 | A Gift from Heaven                      | Prima Anna        |
| 1994 | Don't Do It                             | Alicia            |
| 1995 | Destiny Turns on the Radio              | Francine          |
| 1995 | Things to Do in Denver When You're Dead | Meg               |
| 1996 | Good Luck                               | Heidi             |
| 1997 | Psycho Sushi                            | Harper            |

### Televisão
| Ano       | Título                             | Papel                        | Notas        |
| --------- | ---------------------------------- | ---------------------------- | ------------ |
| 1990      | Monsters                           | Edwina                       | 1 episódio   |
| 1990      | Screen Two                         | Gloria                       | 1 episódio   |
| 1990      | 21 Jump Street                     | Frances Van Every            | 1 episode    |
| 1990      | Nasty Boys                         | Kathy Heckland               | 1 episódio   |
| 1990      | El Diablo                          | Nettie Tuleen                | Telefilme    |
| 1991      | The Last to Go                     | Sharon                       | Telefilme    |
| 1991      | Aftermath: A Test of Love          | Wendy                        | Telefilme    |
| 1992      | Final Shot: The Hank Gathers Story | Papel desconhecido           | Telefilme    |
| 1992      | Lifestories: Families in Crisis    | Allison                      | 1 episódio   |
| 1995      | Chicago Hope                       | Melissa Cole                 | 1 episódio   |
| 1995      | Original Sins                      | Laura                        | Telefilme    |
| 1996-1997 | EZ Streets                         | Elli Rooney                  | 12 episódios |
| 1997      | Too Close to Home                  | Abigail Emma "Abby" Fletcher | Telefilme    |
| 1998      | Brooklyn South                     | Lorraine Matarazzo           | 1 episódio   |
| 1999      | Turks                              | Erin Turk                    | 13 episódios |
| 1999      | ATF                                | Carol                        | Telefilme    |
| 1999      | Family Law                         | Papel desconhecido           | 1 episódio   |
| 1999      | Hefner: Unauthorized               | Millie                       | Telefilme    |
| 2005      | CSI: Miami                         | Patty Johanson               | 1 episódio   |